# 티라이외르

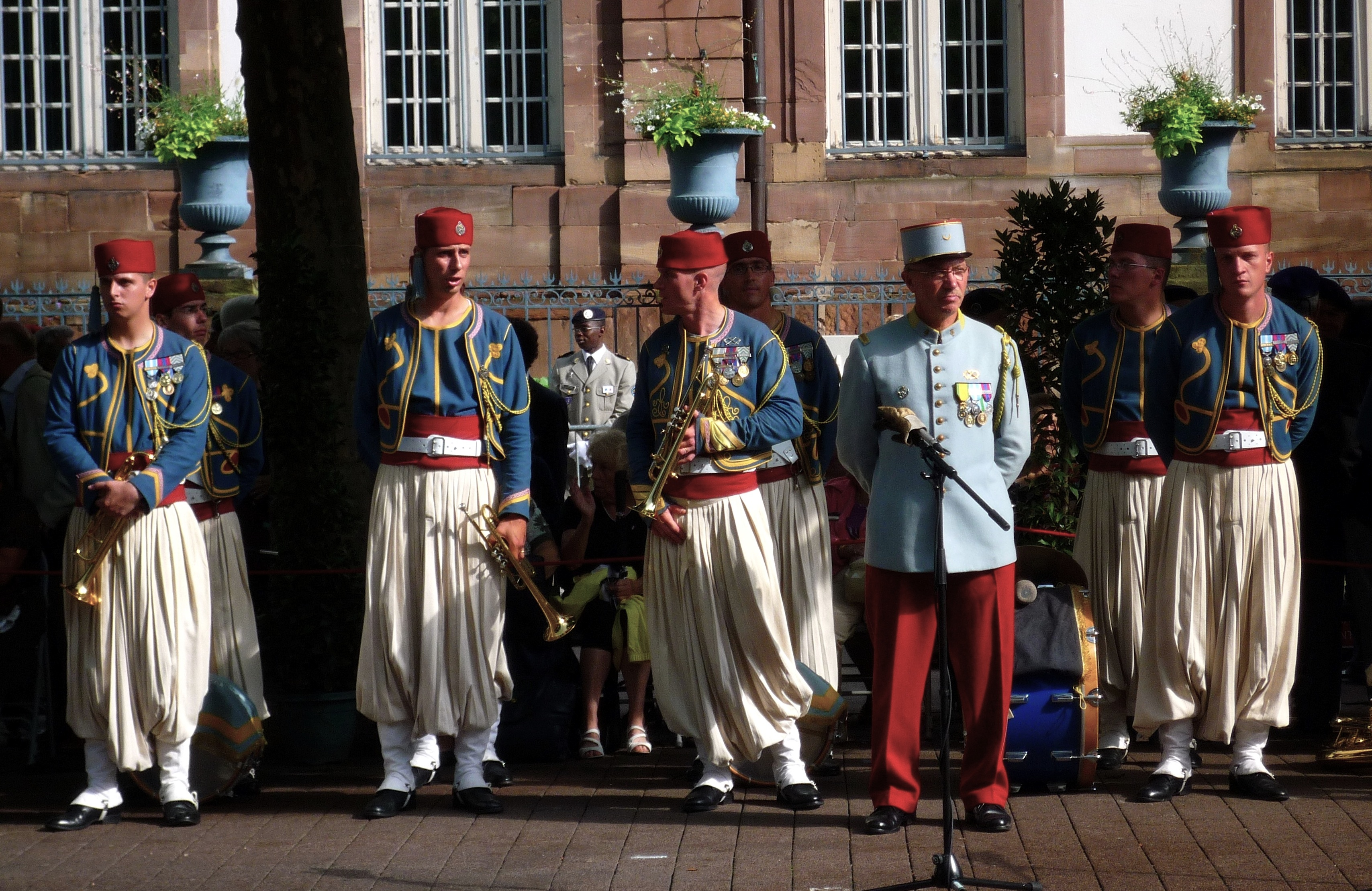
바스티유의 날 열병식 날 19세기 당시 제복을 착용한 제1티라이외르 연대.

티라이외르(프랑스어: tirailleur [tiʁajœʁ][*])란 원래 나폴레옹 시대에 주열 앞에서 산병전을 벌이도록 훈련받은 경보병 병종이었다.
19세기 들어서 프랑스군은 식민지 알제리에 주둔한 부대에 "제1뱅센 티라이외르 대대"라는 이름을 부여했다(1840년). 이 부대는 나중에 "오를레앙 엽기병대"로 이름이 바뀌고, 식민지 현지인(즉 알제리인, 튀니지인, 모로코인, 베르베르인, 인도차이나인 등)들을 모집한 부대들을 "원주민 티라이외르(프랑스어: tirailleurs indigenes)"라고 부르게 되면서 티라이외르는 미국의 "척후병(scout; 인디언 척후, 필리핀 척후 등)"처럼 피지배 민족으로 구성된 부대를 가리키는 단대호칭이 되었다.
프랑스가 식민지들을 상실하면서 대부분의 티라이외르 부대들은 독립한 조국의 군대에 배속되거나 또는 해산되었다. 현재는 과거의 제7알제리 티라이외르 연대의 후신인 제1티라이외르 연대만이 유일하게 남아있다.

## 같이 보기
- 아프리카군 (프랑스)
- 식민주의
- 프랑스 외인부대